# 陸化熙
陸化熙（？—1631年），字羽明，號濬源，南直隶苏州府常熟縣人。晚明政治人物。

## 生平
陸化熙平生无他好，惟好经史。万历三十四年（1606年）中式丙午科应天府乡试举人，萬曆四十一年（1613年）登癸丑科進士，都察院觀政，萬曆四十二年（1614年）授刑部主事，萬曆四十五年（1617年）丁憂去官。
天啓元年（1621年），復除原职，同年調工部都水司，管器皿厂，值光熹二宗婚丧相继，厘弊责实，省金钱五万。明庆陵之役，清核定陵丧毕，黠户有溢支帑金者，竟以前丧所馀为后丧费，所裁四千馀金。升工部屯田司郎中，八月，奉差提督夏阳镇河道然而，天啓三年（1623年）以拾遺去職。既而追录前功，天啓六年（1626年）三月，补升湖广布政司右参议，备兵武汉。天啟七年（1627年）七月迁广西提学副使，考成为衡文最，庆贺归里。崇祯四年（1631年）五月迁湖广布政司左参政，未赴卒。

## 事跡
夏镇为漕渠要地，初治漕者避河开泇，泇固待浚，粮船复当就河，叹曰：奈何以数武之阻复涉二百里惊涛乎！乃开满家壩，由湖抵韩庄以入如泇，而彭口之浮沙、土冈之纬道，疏土贴石，其功毕举。天啓二年（1622年）五月，郓城有闻香贼之变，邹滕一夕连陷，化熙视工台庄，羽书狎至，或劝移家赴台庄，化熙唾之曰：我奉命治河，以护漕也，我去而镇事危矣。镇危，漕安得独完？誓修守备，以待淮徐之援，计决矣！于是乞援兵，塞隘口，编夫守望，居民日有首获，贼始恫疑不敢逼，而淮徐发兵才四百，陈总兵檄兵亦不任用。适葛守备率江淮募兵至，愿留共功，然皆手无寸铁，因捐俸得精铁数百斤，及贷民器以授之，民心稍固。而贼不得逞于攻兖州，声云先破镇以绝粮船。化熙乃遣淮兵营戚城、徐兵营东关，六月贼首刘翠华悉骑压淮兵，互有杀伤，徐兵望而却走，贼遂突入东关，化熙单骑抵徐，益请兵授计，陈百户乘夜疾驰，逾垣入，袭贼于朱公祠，退保戚城。会李总兵檄焦游击来会，合兵进剿，贼败走。七月复分道来犯，我兵划河为守，防设甚严。会滕民擒刘翠华，众贼遂散。九月，粮艘尽过镇，化熙本理河工，初无疆守之寄，而有捍御之功于百馀日间，可云伟矣。
备兵武汉，黄昔三王之国，咸取道于黄，供亿日千馀金，一运夫至二万，州县纷然。化熙定议去江近者出夫，远者出值，其事始集。瑞王典宝以责富池，驿夫几与兴国、蕲两州结难，出景王之国例折之，乃解。

## 著作
治毛氏诗，所著《诗通》四卷，业诗者人挟一编以为法。有论序碑记志状若干卷藏于家。

## 家族
曾祖陸文，廪生。祖父陸龍，父陸南英，廪生，累贈中宪大夫蘇州府知府。兄陸化淳。